# Аджия
Аджия (также идон, идонг; Ajiya, Ajuli, Idon, Idong, Misiwa) — один из нигерийских языков, относящийся к предположительной группе языков плато бенуэ-конголезской семьи. Говорящее на языке аджия население живёт в РМУ Каджуру штата Кадуна в Нигерии. В 2011 году число носителей оценивалось в 5000 человек. Носители аджия отождествляют себя с народом адара. Многие могут читать на языке хауса.